# Novo Progresso
Novo Progresso är en stad och kommun i delstaten Pará i Brasilien. Den är en relativt ung stad och växte fram under åren efter byggandet av vägen mellan Cuiabá och Santarém 1973. Den blev en egen kommun 1993. Folkmängden i kommunen, som täcker en yta på cirka 38 000 kvadratkilometer, uppgick år 2014 till cirka 25 000 invånare, varav cirka 18 000 (år 2010) bodde i själva centralorten. Den viktigaste sysselsättningen i området är skogsbruk och tillhörande industri.